# Aneomochtherus illustris
Aneomochtherus illustris là một loài ruồi trong họ Asilidae. Aneomochtherus illustris được Schiner miêu tả năm 1867.